# 川端橋刑場
川端橋刑場，也稱川端橋南端刑場，是台灣台北縣永和鎮（現新北市永和區）川端橋南端（現中正橋下）、新店溪邊的刑場，曾是台灣白色恐怖時期，中華民國情治單位槍斃政治犯的刑場。現為永和中正橋下網球場一帶。

## 概要
1950年代初期啟用，1954年由安坑刑場取代刑場之功用。川端橋刑場曾槍決李媽兜、陳淑端、殷啟輝等人。

## 同時期其他刑場
- 馬場町刑場（現馬場町紀念公園）
- 水源地刑場（現台北市客家文化主題公園內）

## 外部連結
- 白色恐怖走過30年　融於民間的極權、滿布刑場的新店溪 （页面存档备份，存于）